# نبرد هنگ کنگ
نبرد هنگ کنگ نبردی است در جنگ جهانی دوم که با حمله ارتش امپراتوری ژاپن به هنگ کنگ بریتانیا آغاز شد و در نهایت با تسلیم فرماندار بریتانیایی هنگ کنگ و اشغال هنگ‌کنگ توسط ارتش امپراتوری ژاپن به پایان رسید.